# Élections générales nicaraguayennes de 2016
Les élections générales nicaraguayennes de 2016 se tiennent le 6 novembre 2016 afin d'élire le président de la République du Nicaragua, 90 des 92 députés de l'Assemblée nationale, ainsi que les 20 députés nicaraguayens du Parlement centraméricain.

## Système électoral
Le président du Nicaragua est élu au scrutin uninominal majoritaire à un tour pour un mandat de cinq ans, sans limitation du nombre de mandats. Il est élu en même temps que son vice-président, qui se présente avec lui en tant que colistier, pour un même mandat.
Il s'agit de la première présidentielle depuis la révision constitutionnelle de 2014 qui a mis fin au système à deux tours, ainsi qu'a la limitation à deux mandats de cinq ans et non consécutifs. Auparavant, le président était élu selon une forme modifiée du scrutin uninominal majoritaire à deux tours. Un candidat était élu dès le premier tour s'il arrivait en tête et réunissait plus de 40 % des voix, ou 35 % des voix avec au moins 5 % de plus que son adversaire le plus proche. À défaut, un second tours était organisé dans les quarante cinq jours entre les deux candidats arrivés en tête au premier, et celui qui recueillait le plus de voix était élu,.
L'Assemblée nationale (Asamblea Nacional) est un parlement unicaméral composé de 70 sièges pourvus pour cinq ans au scrutin proportionnel plurinominal avec listes bloquées, sans seuil électoral. Sur ce total, 70 sièges sont pourvus dans 17 circonscriptions électorales de 2 à 19 sièges correspondant aux 15 départements et 2 régions autonomes du pays. Vingt autres sièges sont quant à eux pourvus dans une unique circonscription nationale. Enfin, les deux derniers sièges sont réservés pour l'un au candidat arrivé en seconde place à l'élection présidentielle organisée en même temps que les législatives, et pour l'autre au président sortant. Si le président sortant est réélu, le siège est attribué au vice président sortant, s'il n'est pas lui même réélu.
Les listes présentées par les partis doivent obligatoirement alterner des candidats de l'un ou l'autre sexe selon un système « zébré », de telle sorte qu'elles contiennent une moitié d'hommes et un moitié de femmes. A près décompte des suffrages, les sièges sont répartis sur la base du quotient simple dans chaque circonscription.
Les sièges parlementaires n'appartiennent pas aux députés mais aux partis, un député désirant changer d'affiliation politique doit par conséquent démissionner de sa fonction.

## Candidats
| Président                                       | Président                               | Président                               | Vice-président                          | Vice-président                          | Vice-président                          |
| Parti libéral constitutionnaliste (PLC)         | Parti libéral constitutionnaliste (PLC) | Parti libéral constitutionnaliste (PLC) | Parti libéral constitutionnaliste (PLC) | Parti libéral constitutionnaliste (PLC) | Parti libéral constitutionnaliste (PLC) |
| ----------------------------------------------- | --------------------------------------- | --------------------------------------- | --------------------------------------- | --------------------------------------- | --------------------------------------- |
| Maximino Rodríguez (es)                         | Maximino Rodríguez (es)                 |                                         | Martha McCoy                            | Martha McCoy                            |                                         |
| Parti libéral indépendant (PLI)                 |                                         |                                         |                                         |                                         |                                         |
| José del Carmen Alvarado                        | José del Carmen Alvarado                |                                         | Yadira Ríos Roque                       | Yadira Ríos Roque                       |                                         |
| Alliance pour la République                     |                                         |                                         |                                         |                                         |                                         |
| Carlos Canales                                  | Carlos Canales                          |                                         | Nilo Salazar                            | Nilo Salazar                            |                                         |
| Parti conservateur                              |                                         |                                         |                                         |                                         |                                         |
| Erick Cabezas                                   | Erick Cabezas                           |                                         | Virginia Montoya                        | Virginia Montoya                        |                                         |
| Alliance libérale nicaraguayenne (ALN)          |                                         |                                         |                                         |                                         |                                         |
| Saturnino Cerrato Hodgson                       | Saturnino Cerrato Hodgson               |                                         | Francisca Chow Taylor                   | Francisca Chow Taylor                   |                                         |
| Front sandiniste de libération nationale (FSLN) |                                         |                                         |                                         |                                         |                                         |
| Daniel Ortega                                   | Daniel Ortega                           |                                         | Rosario Murillo                         | Rosario Murillo                         |                                         |

### Crise du Parti libéral indépendant
Le décès de Robin Tobie, l'un des dirigeants du Parti libéral indépendant, provoque un important conflit opposant les différentes obédiences du parti. Une procédure judiciaire est finalement enclenchée devant le Tribunal Suprême de Justice, aboutissant à l'invalidation de la présidence auto-proclamée d’Eduardo Montealegre ainsi qu'à la démission et au remplacement de 16 députés proches de Montealegre.

## Résultats
La victoire de Daniel Ortega est annoncée le 6 novembre 2016. Une partie de l'opposition dénonce une « farce électorale », une fraude massive. Notamment, selon elle, le taux d'abstention attendrait les 70 %, et non les 32 % officiels. Le résultat de l'élection est toutefois en adéquation avec les estimations des sondages. Pour le journaliste Maurice Lemoine, les allégations de fraudes, régulièrement avancées par des partis d'oppositions nicaraguayens à l'issue d’élections dont le résultat leur est défavorable, sont peu crédibles.

### Président
| Candidats                       | Partis                                   | Votes     | %     |
| ------------------------------- | ---------------------------------------- | --------- | ----- |
| Daniel Ortega                   | Front sandiniste de libération nationale | 1,806,651 | 72.44 |
| Maximino Rodríguez              | Parti libéral constitutionnaliste        | 374,898   | 15.03 |
| Pedro Vallejos                  | Parti libéral indépendant                | 112,562   | 4.51  |
| Saturnino Cerrato               | Alliance libérale nicaraguayenne         | 107,392   | 4.31  |
| Erick Cabezas                   | Parti conservateur                       | 57,437    | 2.30  |
| Carlos Canales                  | Alliance pour la République              | 35,002    | 1.40  |
| Invalidés/votes blancs          | Invalidés/votes blancs                   | 90,246    | –     |
| Total                           | Total                                    | 2,493,942 | 100   |
| Votes enregistrés/participation | Votes enregistrés/participation          |           | 68.20 |
| Source: El Nuevo Diario         |                                          |           |       |

### Assemblée nationale
| Partis                                   | National  | National | National | Circonscription | Circonscription | Circonscription | Total sièges | +/– |
| Partis                                   | Votes     | %        | Sièges   | Votes           | %               | Sièges          | Total sièges | +/– |
| ---------------------------------------- | --------- | -------- | -------- | --------------- | --------------- | --------------- | ------------ | --- |
| Front sandiniste de libération nationale | 1,590,316 | 65.86    | 14       | 1,608,395       | 66.46           | 56              | 70           | +7  |
| Parti libéral constitutionnaliste        | 369,342   | 15.30    | 3        | 375,432         | 15.51           | 10              | 13           | +11 |
| Parti libéral indépendant                | 162,043   | 6.71     | 1        | 117,626         | 4.86            | 1               | 2            | -25 |
| Alliance libérale nicaraguayenne         | 137,541   | 5.70     | 1        | 137,078         | 5.66            | 1               | 2            | +2  |
| Parti conservateur                       | 106,027   | 4.39     | 1        | 110,568         | 4.57            | 0               | 1            | +1  |
| Alliance pour la République              | 49,329    | 2.04     | 0        | 70,939          | 2.93            | 1               | 1            | +1  |
| YATAMA                                   | –         | –        | –        | 30,901          | 1.28            | 1               | 1            | -1  |
| Invalidés/votes blancs                   | 104,912   | –        | –        | 104,401         | –               | –               | –            | –   |
| Total                                    | 2,414,598 | 100      | 20       | 2,450,939       | 100             | 70              | 90           | 0   |
| Votes enregistrés/participation          |           |          | –        |                 |                 | –               | –            | –   |
| Source: El 19 Digital                    |           |          |          |                 |                 |                 |              |     |

Les deux sièges restants sont occupés par Maximino Rodríguez, arrivé deuxième aux présidentielles, et Omar Halleslevens, vice-président sortant.

### Parlement central américain
| Partis                                   | Votes     | %     | Sièges | +/– |
| ---------------------------------------- | --------- | ----- | ------ | --- |
| Front sandiniste de libération nationale | 1,673,627 | 68.44 | 15     | +3  |
| Parti libéral constitutionnaliste        | 346,855   | 14.19 | 3      | +2  |
| Parti libéral indépendant                | 139,618   | 5.71  | 0      | -7  |
| Alliance libérale nicaraguayenne         | 134,858   | 5.52  | 1      | +1  |
| Parti conservateur                       | 106,350   | 4.35  | 0      | –   |
| Alliance pour la République              | 43,905    | 1.8   | 1      | +1  |
| Invalidés/votes blancs                   | 98,961    | –     | –      | –   |
| Total                                    | 2,445,213 | 100   | 20     | 0   |
| Votes enregistrés/participation          |           |       | –      | –   |
| Source: El 19 Digital                    |           |       |        |     |